# سیمادا
سیمادا (به ترکی آذربایجانی: Sımada) یک منطقه مسکونی در جمهوری آذربایجان است که در شهرستان ساعتلی واقع شده‌است. سیمادا ۱۷۵۲ نفر جمعیت دارد.